# Sierra de las Ánimas
La Sierra de las Ánimas se constituyó varios millones de años atrás como la única de origen volcánico en territorio uruguayo, justo cuando la Cordillera de los Andes comienza a elevarse entre Argentina y Chile hasta la altura de 6.962 metros.
Se ubica  en los  departamentos de Lavalleja  y Maldonado (Uruguay), muy próximo al límite con Canelones.
Es un ramal de la Cuchilla Grande y se extiende desde el sudoeste de la ciudad de Minas (Lavalleja), hasta el Río de la Plata en las cercanías de Piriápolis, en una dirección norte-sur.
Es un conjunto de sierras, entre las cuales se destaca el Cerro Chico de 380 metros de altura, y el prominente Cerro de las Ánimas (501 metros), la segunda cumbre más importante del país, como también el Cerro Betete y el Cerro de la Ventana.
Las sierras son de origen volcánico de aproximadamente 500 millones de años de formación. Debe su nombre a los nativos indios Charrúas que murieron en esta zona. Constituyó un importante refugio para este pueblo cuando los españoles colonizaron la región.
Cuenta la leyenda que en la noche se puede ver el resplandor de sus espíritus. La llamada “luz mala” son las ánimas de los antiguos Charrúas que allí perecieron. De aquí proviene el nombre de Sierra de las Ánimas, también conocida como Sierra de las Almas. En el Cerro Tupambaé que forma parte de las Sierras, se encuentran registros de tumbas o "cairns", construcciones indígenas de ritual funerario declaradas "Monumentos Históricos". 
La sierra es atravesada por el Camino Real, por el que transitaba el Virrey en la época colonial. En su cumbre el ejército oriental del Gral. José Artigas encendió hogueras que servía para alertar al Cerro de Montevideo sobre invasiones portuguesas.
En el año 1832 aproximadamente, la Sierra de las Ánimas recibió al ilustre Sir Charles Darwin, quien realizó un relevamiento de su flora y fauna.
Con las celebraciones de 1930 por el centenario de la Jura de la Constitución se denominó Ánimas como Mirador Nacional y allí se erigió un mástil de 35 m de altura, que portaba el Pabellón Nacional, este duplicaba en tamaño al existente en la Plaza de la Bandera en Montevideo. Fue el mástil más alto de Sudamérica.

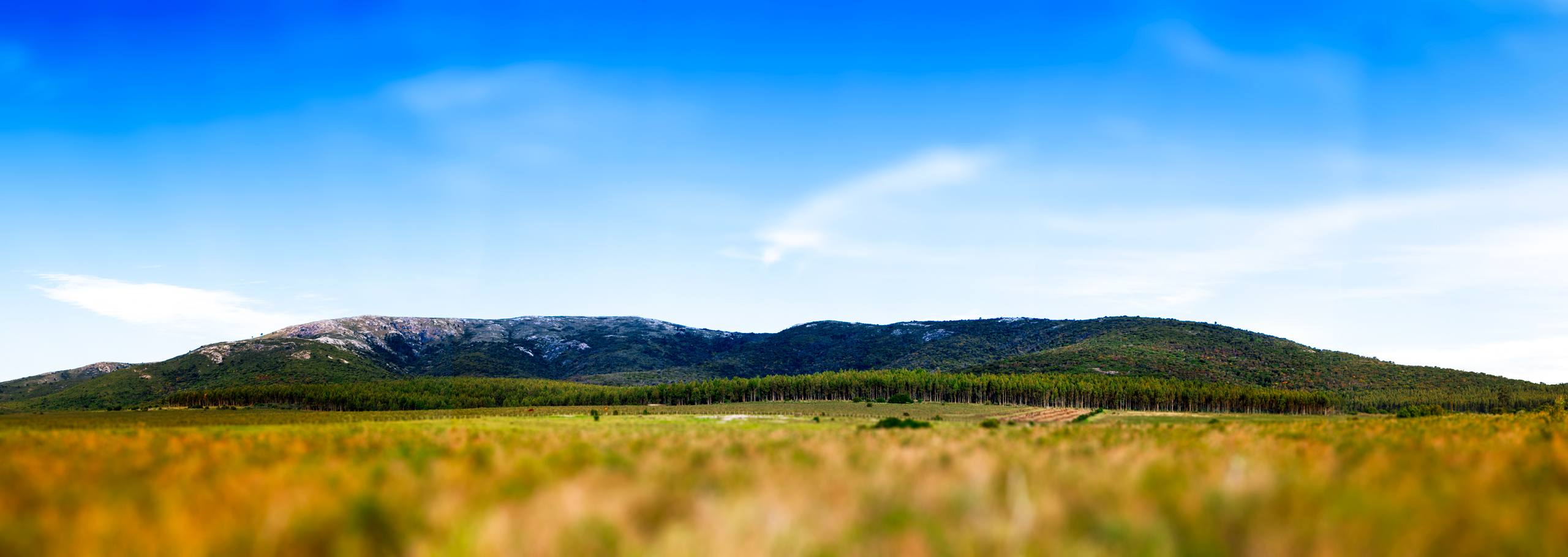
Panorámica de la Sierra de las Ánimas

- Datos: Q1851759
- Multimedia: Sierra de las Ánimas / Q1851759